# Bob Blazekovic
Bob Blazekovic (Battle Creek, MI, SAD, 26. svibnja 1960.), američki tenisač hrvatskoga podrijetla. Igrao je desnom rukom. Nastupao u paru s američkim tenisačem Erickom Iskerskim. Natjecao se na ATP Touru.